# Лисогірська сільська рада (Кодимський район)
Лисогі́рська сільська́ ра́да — адміністративно-територіальна одиниця та орган місцевого самоврядування в Кодимському районі Одеської області. Адміністративний центр — село Лисогірка.

## Загальні відомості
Лисогірська сільська рада утворена в 1945 році.
- Територія ради: 36,42 км²
- Населення ради: 1 115 осіб (станом на 2001 рік)

## Населені пункти
Сільській раді підпорядковані населені пункти:
- с. Лисогірка
- с. Федорівка

## Населення
За переписом населення України 2001 року в сільській раді мешкало 1109 осіб.

### Мова
Розподіл населення за рідною мовою за даними перепису 2001 року:
| Мова       | Відсоток |
| ---------- | -------- |
| українська | 95,34 %  |
| російська  | 4,48 %   |
| молдовська | 0,18 %   |

## Склад ради
Рада складалася з 16 депутатів та голови.
- Голова ради: Пушкар Олександр Анатолійович
- Секретар ради: Коса Тетяна Василівна

### Керівний склад попередніх скликань
| Прізвище, ім'я, по батькові   | Основні відомості                                                                       | Дата обрання | Дата звільнення |
| ----------------------------- | --------------------------------------------------------------------------------------- | ------------ | --------------- |
| Гулько Анатолій Вікторович    | Сільський голова, 1957 року народження, член Народної партії                            | 26.03.2006   | 31.10.2010      |
| Пушкар Олександр Анатолійович | Сільський голова, 1962 року народження, освіта середня спеціальна, член Партії регіонів | 31.10.2010   |                 |

Примітка: таблиця складена за даними сайту Верховної Ради України

### Депутати
За результатами місцевих виборів 2010 року депутатами ради стали:

#### За суб'єктами висування
| Суб'єкт висування                                       | Кількість обраних депутатів | %    |
| ------------------------------------------------------- | --------------------------- | ---- |
| Партія регіонів                                         | 13                          | 81,3 |
| Політична партія Всеукраїнське об'єднання «Батьківщина» | 3                           | 18,8 |

#### За округами
| № округу                                                | Прізвище, ім'я, по батькові       | Дата визнання обраним | Освіта             | Партійна приналежність                        | Відомості про обраного депутата                        |
| ------------------------------------------------------- | --------------------------------- | --------------------- | ------------------ | --------------------------------------------- | ------------------------------------------------------ |
| Партія регіонів                                         |                                   |                       |                    |                                               |                                                        |
| 1                                                       | Немирівський Леонід Васильович    | 01.11.2010            | вища               | член Партії регіонів                          | пенсіонер                                              |
| 2                                                       | Мелеша Володимир Васильович       | 01.11.2010            | середня            | член Партії регіонів                          | пенсіонер                                              |
| 3                                                       | Гончаров Олександр Володимирович  | 01.11.2010            | вища               | член Партії регіонів                          | КПСП МК "Укрхліббуд ", юрист                           |
| 4                                                       | Краснянський Віктор Павлович      | 01.11.2010            | середня            | член Партії регіонів                          | пенсіонер                                              |
| 5                                                       | Білоус Степан Корнійович          | 01.11.2010            | середня            | член Партії регіонів                          | пенсіонер                                              |
| 7                                                       | Гуцол Світлана Іванівна           | 01.11.2010            | середня спеціальна | член Партії регіонів                          | Лисогірський фельдшерсько-акушерський пункт, медсестра |
| 8                                                       | Костенюк Галина Миколаївна        | 01.11.2010            | середня спеціальна | член Партії регіонів                          | Лисогірська сільська рада, бухгалтер                   |
| 10                                                      | Коса Тетяна Василівна             | 01.11.2010            | середня спеціальна | член Партії регіонів                          | Лисогірська сільська рада, секретар                    |
| 11                                                      | Олійник Наталя Володимирівна      | 01.11.2010            | вища               | член Партії регіонів                          | будинок культури, директор                             |
| 12                                                      | Штельмах Ольга Петрівна           | 01.11.2010            | вища               | член Партії регіонів                          | Лисогірська загальноосвітня школа, вчитель             |
| 14                                                      | Паламарчук Ольга Олексіївна       | 01.11.2010            | середня спеціальна | член Всеукраїнського об'єднання «Батьківщина» | Лисогірська сільська рада, землевпорядник              |
| 15                                                      | Мураховська Градіслава Миколаївна | 01.11.2010            | вища               | член Партії регіонів                          | відділ освіти Кодимської РДА, бухгалтер                |
| 16                                                      | Мазур Тетяна Петрівна             | 01.11.2010            | вища               | член Партії регіонів                          | Федорівський фельдшерсько-акушерський пункт, фельдшер  |
| Політична партія Всеукраїнське об'єднання «Батьківщина» |                                   |                       |                    |                                               |                                                        |
| 6                                                       | Олійник Надія Василівна           | 01.11.2010            | вища               | член Всеукраїнського об'єднання «Батьківщина» | приватний підприємець                                  |
| 9                                                       | Білоус Людмила Іванівна           | 01.11.2010            | середня спеціальна | член Всеукраїнського об'єднання «Батьківщина» | приватний підприємець                                  |
| 13                                                      | Спринсіян Лідія Авксентівна       | 01.11.2010            | середня            | член Всеукраїнського об'єднання «Батьківщина» | тимчасово не працює                                    |